# Zoe Droysen

Zoe Droysen

Zoe Droysen (* 4. Dezember 1884 in Berlin; † 20. September 1975 in Ramsau bei Berchtesgaden) war eine deutsche Dichterin und Schriftstellerin.

## Leben
Zoe (eigentlich Eva Helene) Droysen entstammte väterlicherseits einer alten Berliner Gelehrten- und Künstlerfamilie. Sie war eine Enkelin des Geschichtsprofessors Johann Gustav Droysen (1808–1884) und dessen Ehefrau Emma Michaelis (1829–1881). Deren Sohn Hans Droysen (1851–1918) und seine Ehefrau Margarete geborene Lührß (1856–1907) waren Zoe Droysens Eltern. Sie war die mittlere Tochter. Ihre ältere Schwester Emma Droysen (1881–1945) war verheiratet mit dem Cousin Otto Droysen, die jüngere Schwester Anna (* 1886) mit dem Arzt Karl Veit in Lehrte.
Zoe Droysens Urgroßvater mütterlicherseits, Fedor von Rüdiger, war Postdirektor in Lüben/Niederschlesien. In der Nähe des ehemaligen Postgutes erwarb die Familie ein Grundstück. Dort im Gartenhaus erlebten die Enkel und Urenkel wundervolle Sommerferien. So war Zoe Droysen von Kindheit an mit Lüben verbunden. 
Als die Wohnung der Droysens 1943 in Berlin zerbombt wurde, zog Zoe Droysen mit ihrer verwitweten älteren Schwester Emma nach Lüben. Über ihr Leben drang wenig an die Öffentlichkeit. Dennoch pflegte sie ein herzliches Verhältnis zu den Lübenern. Bevor sie am 29. Januar 1945 mit ihrer Schwester Lüben verlassen musste, wanderte sie noch einmal durch den Park, der tief verschneit dalag. Den Abschied vom alten Gartenhaus in Lüben verarbeitete sie in der Novelle Der alte Garten.
Viele ihrer anrührenden Beschreibungen, Erzählungen und Gedichte wurden im Liegnitzer/Lübener Heimatblatt veröffentlicht. 
Zwei handschriftliche Tagebücher von Zoe Droysen werden bei der Stiftung Kulturwerk Schlesien aufbewahrt. Eines schrieb sie als 20-Jährige über ihren Italien-Aufenthalt, vom 4. Oktober 1904 bis 1. Februar 1905. Es ist weniger interessant, da es sich in einer Aufzählung der von ihr besuchten Museen, Bauwerke und Landschaften erschöpft. Es scheint, als habe ihr Vater, der 1875/76 im selben Schreibheft seine Italieneindrücke festgehalten hatte, diese Aufzeichnungen von Zoe und ihrer Schwester Emma – als Zeugnis ihrer Bildungsreisen – gefordert. 
Ihr Lübener Tagebuch dagegen begann sie Ostern 1944 in Lüben. Dass es Weihnachten 1948 in Erlangen endet, war zu Beginn nicht abzusehen und macht das Tagebuch zu einem bewegenden Zeitdokument der Kriegsereignisse. Sie beschreibt anfangs darin ihre tiefen Empfindungen gegenüber der Natur, ihre Kontakte zu den Einheimischen und zeigt auf erschütternde Weise, wie der Krieg in die Idylle der beschaulichen Kleinstadt einbricht. Minutiös hält sie die Flucht der beiden über sechzig Jahre alten Frauen in Eiseskälte, überfüllten Zügen und der Angst vor den Russen und später den Amerikanern fest. Ihre Schwester stirbt wenige Tage nach der Ankunft bei Bekannten in Erlangen an Erschöpfung und Verzweiflung. Zoe Droysen litt lebenslang unter dem Verlust ihrer Lübener Heimat. 

## Werke
In Buchform erschienen: 
- Schwälbchen. Franz Schneider Verlag, Berlin/Leipzig 1942.
- Jo aus der Webergasse. Vier Tannen Verlag, Berlin 1943.
- Novellen. Verlag Volk und Zeit, Karlsruhe, 1948 (enthält u. a.: Renate Cornelius und Der alte Garten).
- Sidonie’s Kellerbande. Vier Tannen Verlag, Berlin 1949.
- Der Kantor zu St. Nikolai. Rufer-Verlag, Gütersloh 1952.
- Wang im Riesengebirge. Verlag „Unser Weg“, Ulm/Donau 1956.
- Autofahren, das macht Spass! Verlag Josef Scholz-Mainz, Wiesbaden 1959.